# Mr Eazi
Oluwatosin Oluwole Ajibade (né le 19 juillet 1991),, plus connu sous son nom de scène Mr Eazi, est un chanteur, auteur-compositeur et directeur de disques nigérian. Il est le pionnier de la musique Banku, une fusion de son qu'il décrit comme un mélange de progressions et de modèles d'accords ghanéens et nigérians. 
Mr Eazi a déménagé à Kumasi en 2008 et s'est inscrit à KNUST, où il a commencé à réserver des artistes pour se produire lors de fêtes universitaires. Il a montré de l'intérêt pour la musique après avoir enregistré un couplet invité sur "My Life", une chanson qui a gagné du terrain et est devenue un disque populaire à KNUST. Mr Eazi a sorti sa première mixtape About to Blow en 2013. Il a gagné un public international à la suite de la sortie du single assisté par Efya Skin Tight. Sa deuxième mixtape, intitulée Life Is Eazi, Vol. 1 - Accra To Lagos, est sorti en 2017´.

## Enfance
Mr Eazi est né à Port Harcourt, la capitale et la plus grande ville de l'État de Rivers, au Nigeria. Il a grandi dans une maison entrepreneuriale. Sa mère possédait une petite entreprise et son père est pilote. Ce dernier parent a établi sa propre pratique de conseil en aviation privée. Alors qu'il fréquentait l'école primaire à Lagos, Mr Eazi a fait un bref passage dans la chorale de l'école. Pendant son éducation, il écoutait des disques que son père jouait pour la famille tout en prenant le petit déjeuner. À l'âge de 16 ans, M. Eazi a déménagé au Ghana pour poursuivre ses études, s'inscrivant au programme de génie mécanique de l'Université des sciences et de la technologie de Kwame Nkrumah (KNUST). 
Mr Eazi a commencé à enregistrer de la musique pendant son séjour à KNUST. Il a contribué à la voix invitée à la chanson "My Life", une chanson qui a gagné du terrain et est devenue un disque populaire à KNUST. Avant cela, il a créé une société de fête et de promotion appelée Swagger Entertainment. Il a utilisé cette plate-forme pour réserver des spectacles et promouvoir des événements sur le campus de KNUST. 
À l'âge de 23 ans, il est retourné au Nigeria et a ouvert sa propre plateforme de commerce électronique. Mr Eazi a déclaré au journal The Guardian qu'il travaillait brièvement pour Schlumberger à son retour au Nigeria. Il a également déclaré au journal susmentionné que ses entreprises commerciales comprenaient l'importation de boissons gazeuses, l'extraction d'or et la distribution de nourriture. Il a dit à Highsnobiety qu'il avait lancé environ six entreprises commerciales. 
En 2014, M. Eazi a cessé d'être un promoteur de club après qu'un artiste ne se soit pas présenté à la plus grande fête qu'il a tenté de lancer. Le 7 juin 2022, il a obtenu son diplôme de l'Université Harvard à Cambridge, aux États-Unis.
Le 19 juillet, M. Eazi a annoncé la sortie de son premier album solo de dix ans en octobre. 27, 2023.[Quoi ?]

## Discographie

### Albums
- 2021 : The Evil Genius